# De Bijenkorf (Den Haag)
De Bijenkorf in Den Haag, een van de drie grootste warenhuizen van De Bijenkorf, is gevestigd in een gebouw aan de Wagenstraat en de Grote Marktstraat.

## Het pand

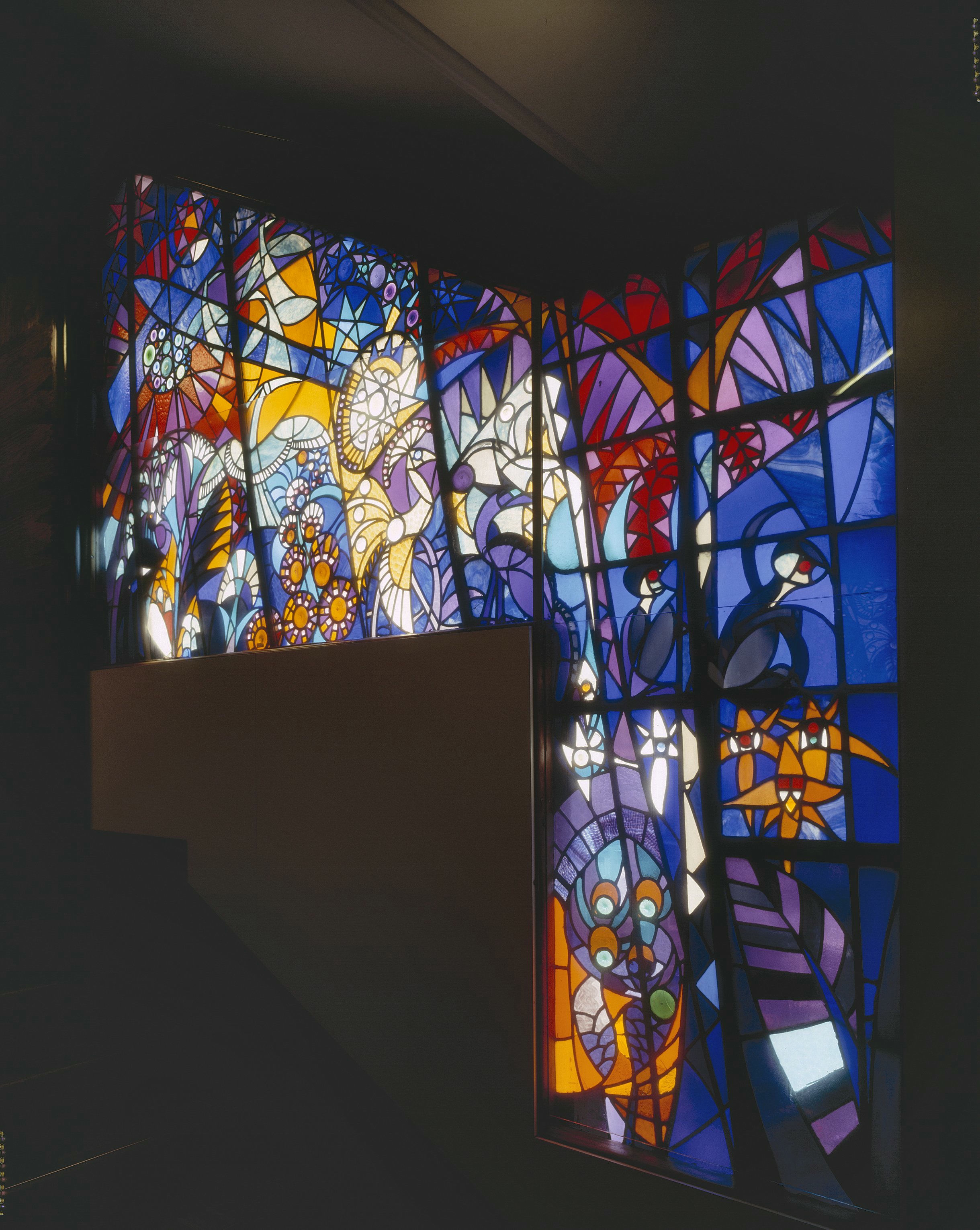
Glas-in-loodraam, Bijenkorf

De Haagse Bijenkorf werd gebouwd naar een ontwerp van de beroemde architect Piet Kramer. Het gebouw werd door P.H. Ritter jr. bij de opening in 1926 omschreven als 'Het paleis der levensvreugde'. Het wordt gerekend tot de Amsterdamse School.
Aan het pand werkten diverse kunstenaars mee, er is beeldhouwwerk van Louise Beijerman, Hendrik van den Eijnde, Johan Polet en er zijn glas-in-loodramen van onder anderen Pieter A.H. Hofman en Henri van der Stok. Ook de eerste vrouw van Kramer, Johanna van der Weide, droeg bij; zij ontwierp de vloerbedekking van de eerste verdieping (3200 m²). Het houtsnijwerk in het trappenhuis is van de hand van Dirk van Doorn.
Het pand werd in 1926 opgeleverd en is in 1962 en 1997 gerenoveerd. Veel van de renovaties uit 1962, die toen als modern en onontbeerlijk golden, zijn tijdens de grote verbouwing in de jaren negentig weer teruggedraaid. Zo is bijvoorbeeld de "lichthal" (het atrium) in een meer eigentijdse vorm teruggekomen.
In het monumentale houten trappenhuis zijn de afgelopen jaren de beroemde glas-in-loodramen volledig gerenoveerd;
In 2012 is het pand aan de zijde van de Gedempte Gracht (op de parkeerplaats van De Bijenkorf) uitgebreid met een uitbouw van twee verdiepingen hoog.

## Omgeving
- In de Wagenstraat staat naast de Bijenkorf een grote Chinese poort, die toegang geeft tot Chinatown.
- Op de hoek van de Wagenstraat en de Grote Markt, tegenover de Bijenkorf, was vroeger het Haags planetarium. Het werd in 1976 door brand verwoest.

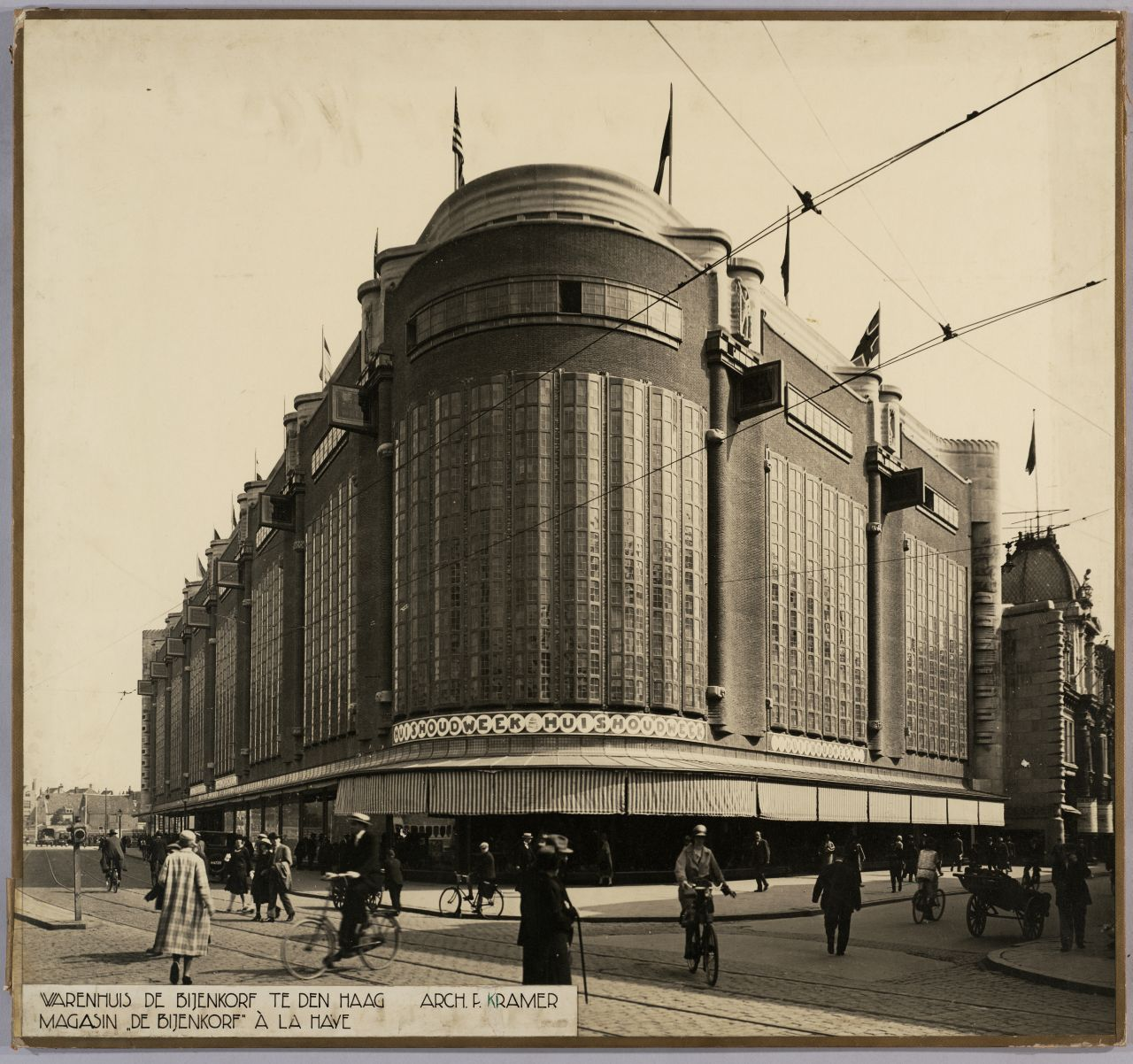
De Bijenkorf kort na de bouw.

## Meer lezen
- Jan Gratama (3 januari 1925) 'Het gebouw van 'De Bijenkorf' in Den Haag', Architectura, 29e jaargang, [nummer 1], pp. 2-9. Zie [dode link], [dode link], [dode link] en [dode link].